# Ricardo Nunes
Ricardo Nuno dos Santos Nunes (* 18. června 1986 v Johannesburgu, JAR) je bývalý portugalský fotbalový obránce, naposledy hráč polského klubu Pogoń Szczecin. Bývalý mládežnický reprezentant Portugalska reprezentoval na seniorské úrovni Jihoafrickou republiku.

## Klubová kariéra
Narodil se v Jihoafrické republice portugalským rodičům.
Svou fotbalovou kariéru začal tento portugalský fotbalista, který má také občanství Jihoafrické republiky, v klubu GD Estoril Praia. Mezi jeho další kluby patří: Sport Lisboa e Benfica, Lamia FC, AEP Pafos, Aris Limassol, Olympiakos Nicosia, CD Trofense, Portimonense SC a MŠK Žilina. Do Žiliny přestoupil v lednu 2012 a stihl s ní v sezoně 2011/12 vyhrát double (ligový titul + triumf v národním poháru).
V Žilině skončil po nevydařené podzimní části sezóny 2013/14 Corgoň ligy. V únoru 2014 posilnil kádr bulharského týmu Levski Sofia, kde podepsal smlouvu do června 2015. Situace se změnila a Nunes v září 2014 odešel do polského týmu Pogoń Szczecin.

## Reprezentační kariéra

### Portugalsko
Nunes reprezentoval Portugalsko v kategorii U17.

### Jihoafrická republika
V roce 2012 jej oslovil trenér JAR Gordon Igesund, zda by chtěl reprezentovat Jihoafrickou republiku. Nunes souhlasil, tento krok musela ještě posvětit FIFA (neboť dříve reprezentoval Portugalsko). Za jihoafrický národní tým debutoval 12. října 2012 v přátelském utkání ve Varšavě proti domácímu Polsku (porážka 0:1).